# Rolf Winquist
Rolf Erik Wilhelm Winquist (3. října 1910, Göteborg – 15. září 1968, Lidingö) byl švédský fotograf.

## Životopis
Rolf Winquist celou řadu let vedl Ateljé Uggla na Kungsgatanu ve Stockholmu. Měl tam jako pomocníky mnoho mladších fotografů, kteří se později stali známými, například Rune Hassner, Sten Didrik Bellander, Hans Hammarskiöld z roku 1947 a Hans Gedda. Neučil pravidelně, ale mladší fotografové se naučili řemeslo praktickou účastí v oboru.
Byl mezinárodně znám především jako portrétní fotograf. Kolem roku 1950 také začal experimentovat s pouličními fotografiemi a reportážní fotografií, charakterizovanou poetickým realismem. Pořizoval také módní a reklamní fotografie. Winquist je zastoupen mimo jiné v Národním švédském muzeu ve Stockholmu.